# 扬州八怪纪念馆

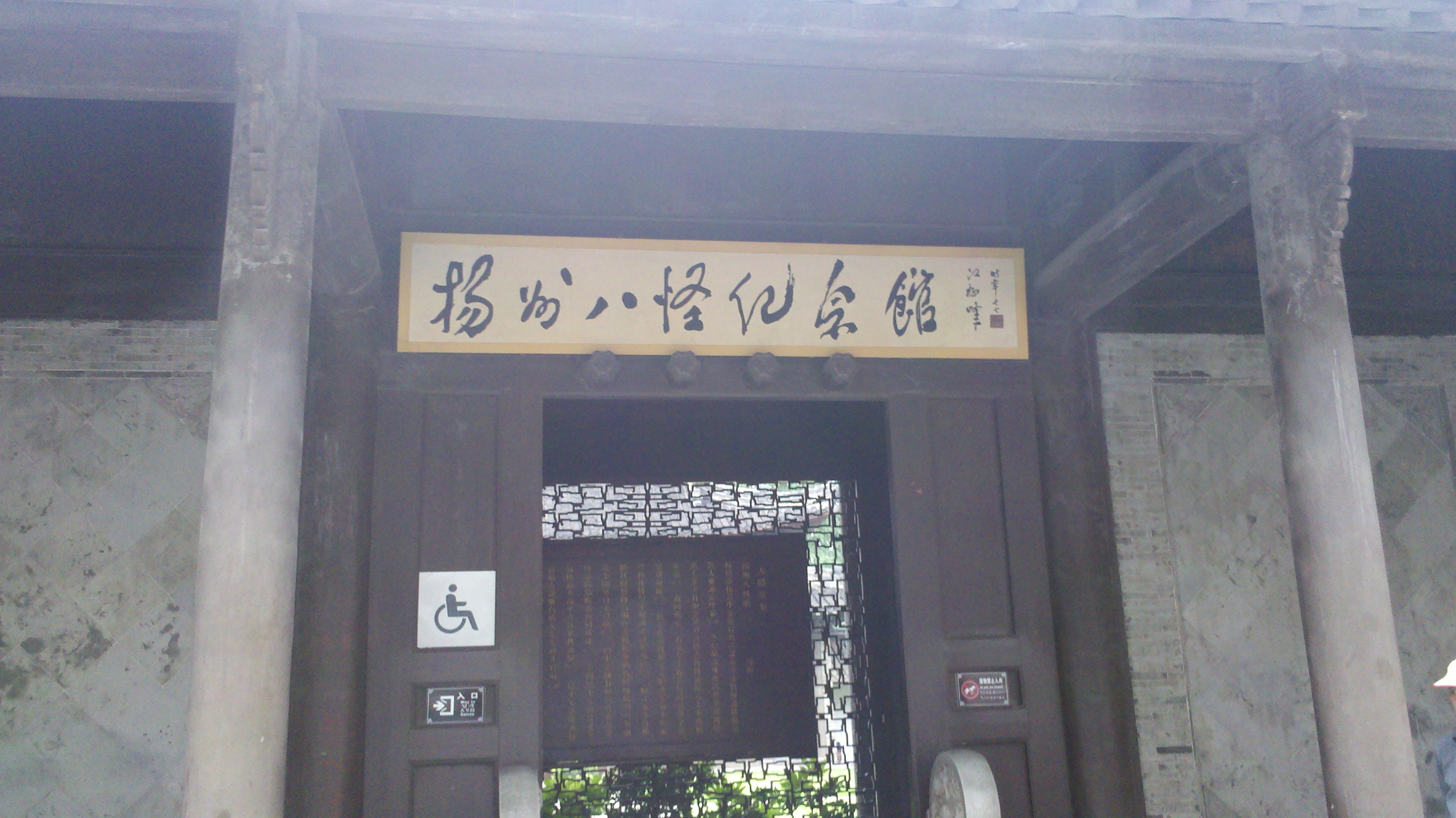
扬州八怪纪念馆的大门

扬州八怪纪念馆坐落在中华人民共和国江苏省扬州市瘦西湖风景区。各家對“扬州八怪”的說法不一，扬州八怪纪念馆內設有金农、郑燮、黄慎、李鳝、李方膺、汪士慎、罗聘、高翔、華嵒、高鳳翰、邊壽民、陳撰、閔貞、李葂、楊法15人的雕塑。

## 历史
1993年建成开馆，新馆位于扬州广陵区驼岭巷18号原西方寺金农故居，因纪念清朝扬州八怪而建立，扬州八怪纪念馆藏有扬州八怪的书法、绘画、雕刻等艺术作品，同时保存明清两代的建筑，包括西方寺大殿和金农寄居室。金农晚年从七十岁起寄居于此，直至乾隆二十八年（1763年）去世，隔年由弟子罗聘扶灵葬于杭州黄鹤山。

## 建筑
扬州八怪纪念馆的面积为占地4452平方米，主殿是楠木大殿，始建于明朝；其他有：“八怪书画碑刻”、“井亭”和“五代经幢”。其中有著名的“二十八刻石”和“板桥道情”十首；另有十景：隋宫铁镬、南柯古槐、保大经栋、莲池映月、竹泉幽境、鹤池窥冰、宋代银杏、翠影补壁。

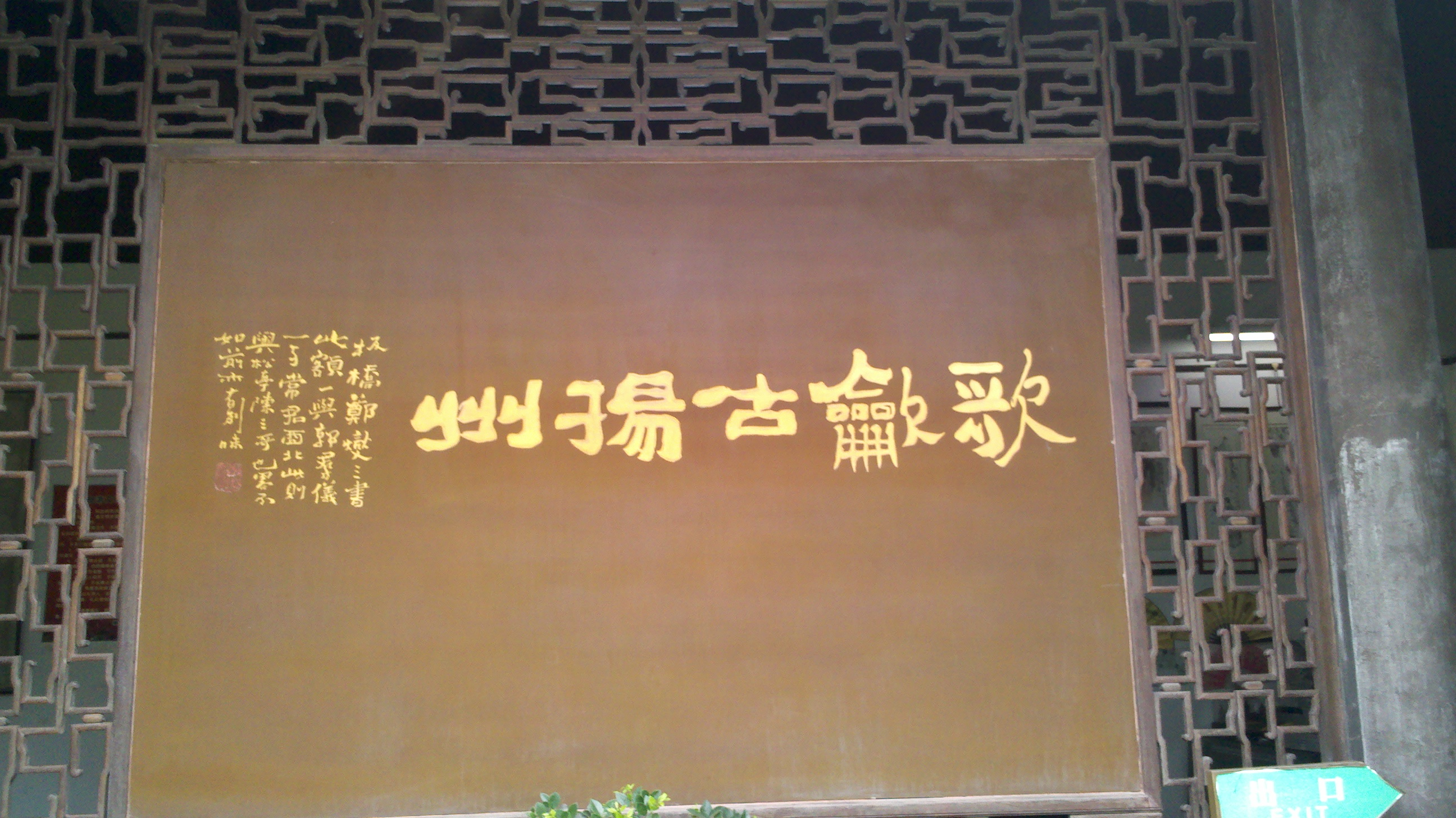
扬州古剑歌书法
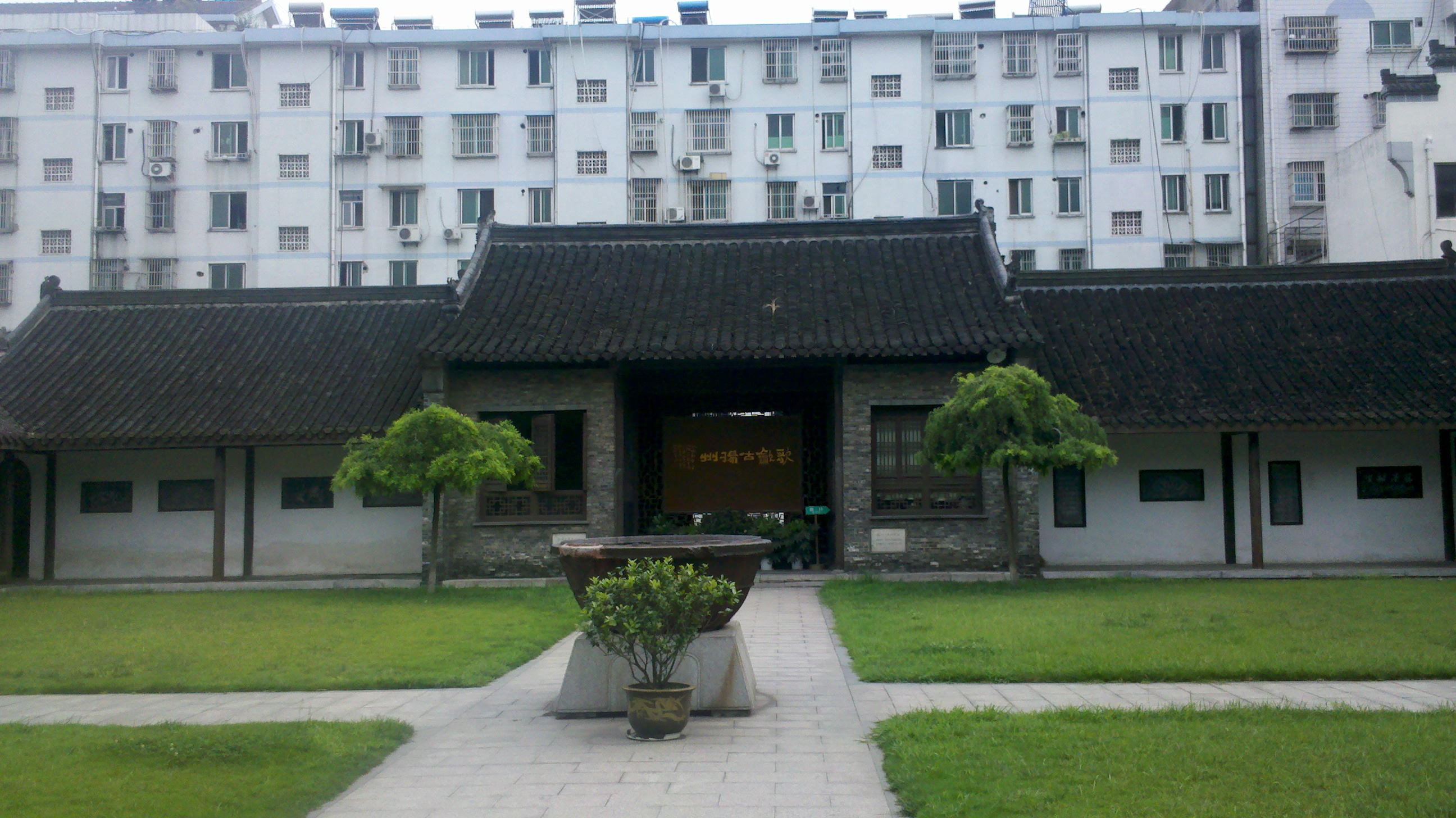
清朝建筑
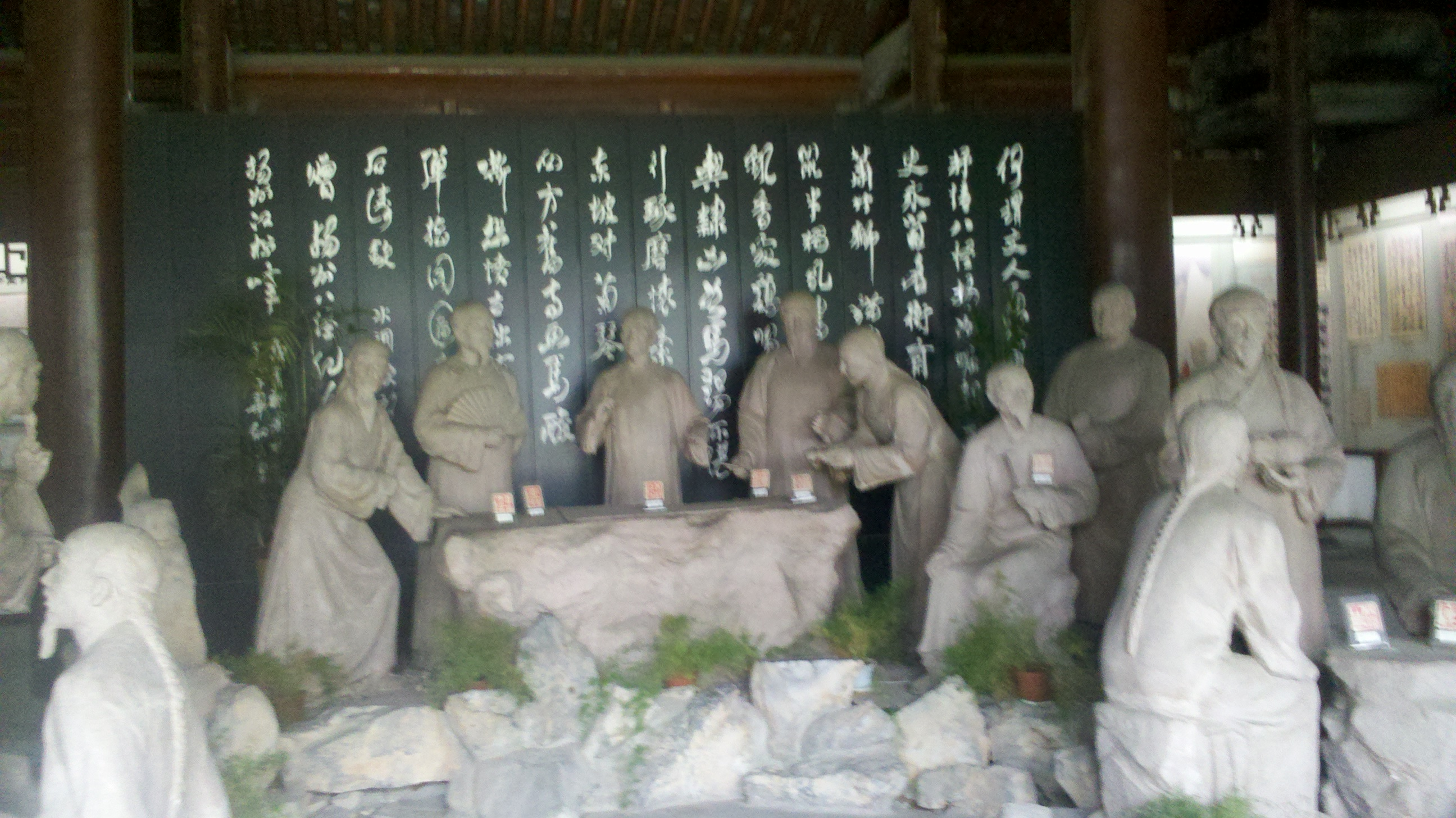
扬州八怪的雕塑
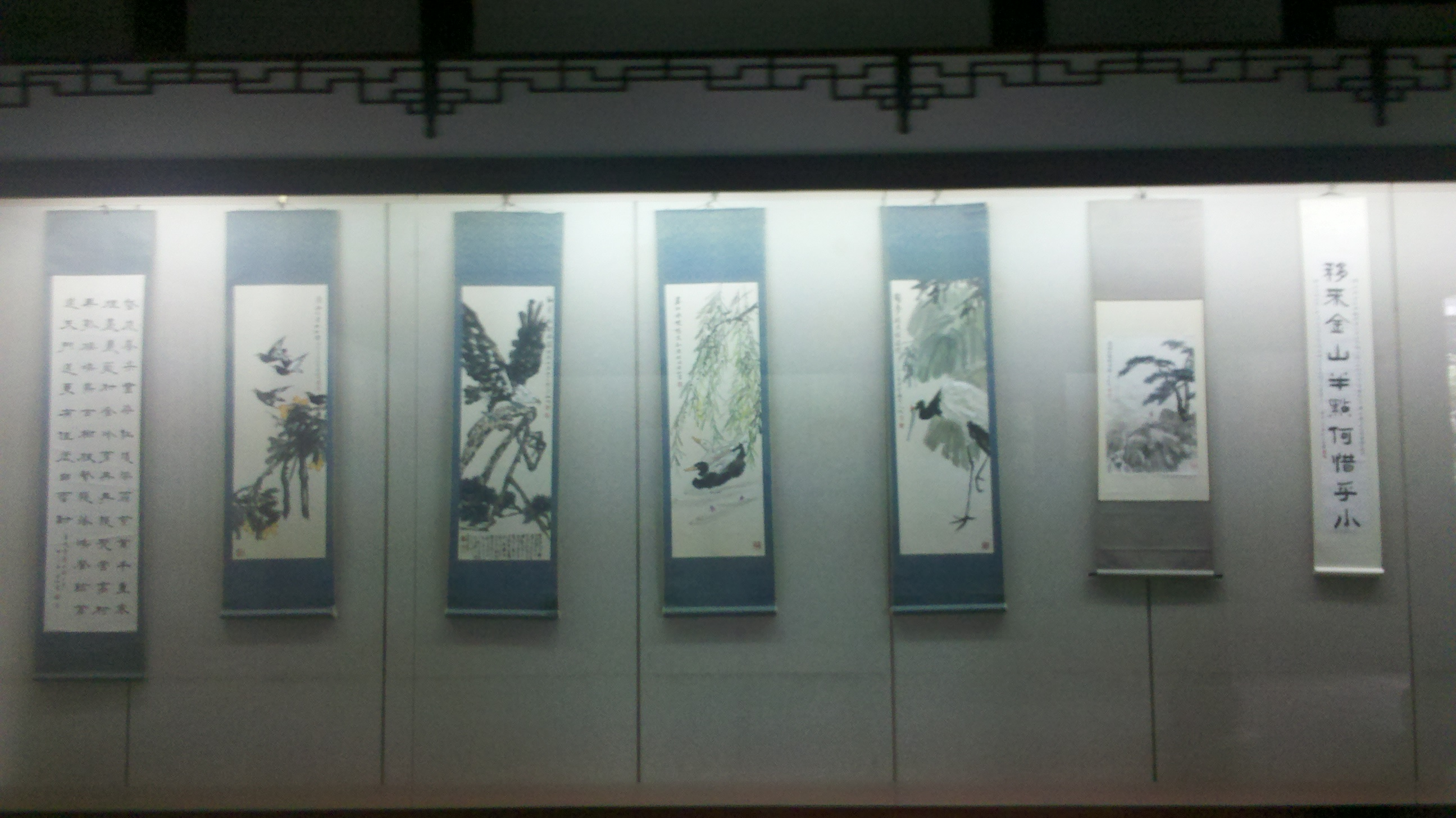
扬州八怪的书画作品
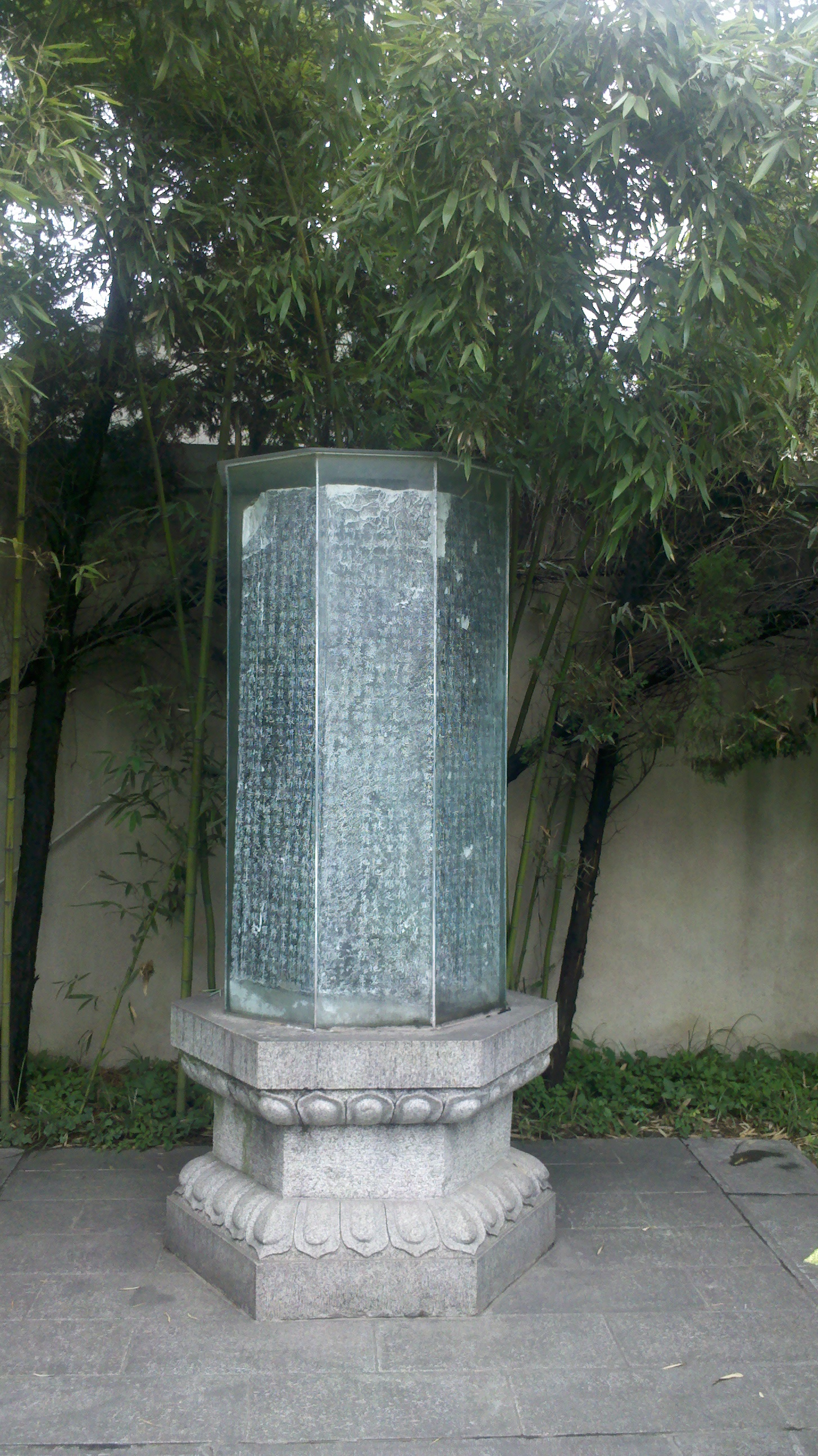
古碑